# Simulium flavigaster
Simulium flavigaster är en tvåvingeart som beskrevs av Rubtsov 1969. Simulium flavigaster ingår i släktet Simulium och familjen knott.
Artens utbredningsområde är Mongoliet. Inga underarter finns listade i Catalogue of Life.